# Christophe Oriol
Christophe Oriol (Oullins, metròpoli de Lió, 28 de febrer de 1973) va ser un ciclista francès, que fou professional entre 1998 i 2005. El seu resultat més destacat va ser el Tour de l'Ain de 2002.

## Palmarès
- 1992
  - 1r al Tour del Pays de Gex i vencedor d'una etapa
  - 1r al Tour del Valromey i vencedor de 2 etapes
- 1997
  - 1r al Circuit de Saône-et-Loire
  - 1r al Tour del Pays Roannais i vencedor d'una etapa
- 1998
  - 1r a la Volta als Pirineus
- 1999
  - Vencedor d'una etapa al Critèrium del Dauphiné Libéré
- 2001
  - Vencedor d'una etapa al Tour de l'Ain
- 2001
  - 1r al Tour de l'Ain i vencedor d'una etapa

### Resultats al Tour de França
- 1999. 67è de la classificació general
- 2001. 111è de la classificació general
- 2002. Fora de control (16a etapa)
- 2003. 121è de la classificació general

### Resultats a la Volta a Espanya
- 2000. Abandona (16a etapa)
- 2002. 91è de la classificació general
- 2004. Abandona (12a etapa)